# 甜爺爺
《甜爺爺》（Sweet Grandpa），為香港電視娛樂製作的真人騷節目，由泰山主持，於2021年8月30日至9月17日逢星期一至五22:30-23:00在ViuTV播出。本節目由「馬百良安宮牛黃丸」冠名贊助，5名爺爺、公公與他們的孫子女進行一連串任務，從中學習成為一名跟孫仔、孫女融洽相處的爺爺，找出共融方案，讓老人家不用慨嘆小朋友是「港孩」，新生代不再稱呼老人家做「廢老」。

## 參與者一覽
| 爺爺／公公                   | 孫子／孫女                                                     | 孫子／孫女的媽媽 |
| 夏韶聲（Danny Summer，68歲） | 賴尚摯（Kyle，9歲）                                            | Michelle         |
| 周中（72歲）                 | 周子舜（子舜，6歲） 周翱正（翱正，9歲半） 周子喬（子喬，10歲） | －               |
| 馮祿德（祿叔，76歲）         | －                                                             | －               |
| 許國成（皓嵐公公，65歲）     | 劉皓嵐（皓嵐，13歲）                                           | Kan              |
| 梁宗宇（Bee，74歲）          | 梁雅妍（Irene，17歲）                                          | Anna             |

## 每集內容
| 集數 | 播映日期 | 主題                                  | 嘉賓                                                    |
| 1    | 8月30日  | 集結！爺爺公公們！                    | 譚潔儀、梁栩賢                                          |
| 2    | 8月31日  | 回到孫兒初生時                        | Josephina Chang、Zoe Yeung                              |
| 3    | 9月1日   | 潮爺爺                                | 黃佑誠（RickyKAZAF）                                    |
| 4    | 9月2日   | 爺爺們的戀愛                          | 練美娟                                                  |
| 5    | 9月3日   | 爺爺廚房                              | －                                                      |
| 6    | 9月6日   | 爺爺「翻叮」變小學面試生！            | Miss K                                                  |
| 7    | 9月7日   | 爺爺們膽生毛 挑機「網絡紅人」小薯茄！ | 童童、程人富                                            |
| 8    | 9月8日   | 巨型爬蟲「突襲」節目！爺爺們如臨大敵  | 陳永尉（Bowie Chan）                                    |
| 9    | 9月9日   | 爺爺們變身NEW MIRROR！                | 方家諾（Rock Sir）、Mike                                |
| 10   | 9月10日  | 新世代遊戲考起爺爺！                  | 張家希（Jon Jon Jonathan）、樊沛珈（Ah Gi）、LLH（Lui） |
| 11   | 9月13日  | 為咗個孫真係乜都得？                  | Rosey                                                   |
| 12   | 9月14日  | 爺爺興趣無極限                        | －                                                      |
| 13   | 9月15日  | 皓嵐與公公                            | －                                                      |
| 14   | 9月16日  | Bee 與孫女                            | Betty（Bee 的太太）                                     |
| 15   | 9月17日  | Danny Summer 與孫仔                   | －                                                      |

備註：

## 收視
| 集數   | 播映日期                     | 電視直播收視 | 備註     |
| 1－5   | 2021年8月30日－2021年9月3日  | 3.1點        | [ 6 ]    |
| 6－10  | 2021年9月6日－2021年9月10日  | 2.9點        | [ 7 ]    |
| 11－15 | 2021年9月13日－2021年9月17日 | 沒有資料     | 沒有資料 |

## 記事
- 2021年9月7日：節目主持人泰山及所有參與者（除馮祿德、周子舜及周子喬外）出席記者會[8][9]。

## 外部連結
- ViuTV：甜爺爺 （页面存档备份，存于）

## 電視節目的變遷
| 香港 ViuTV 星期一至五 22:30－23:00          | 香港 ViuTV 星期一至五 22:30－23:00        | 香港 ViuTV 星期一至五 22:30－23:00 |
| ------------------------------------------- | ----------------------------------------- | ---------------------------------- |
|                                             | 甜爺爺 （2021年8月30日－2021年9月17日）   |                                    |
| AH佛真·惜玩 （2021年8月9日－2021年8月27日） | 夕陽新丁 （2021年9月20日－2021年10月8日） |                                    |